# Roman d'aventures

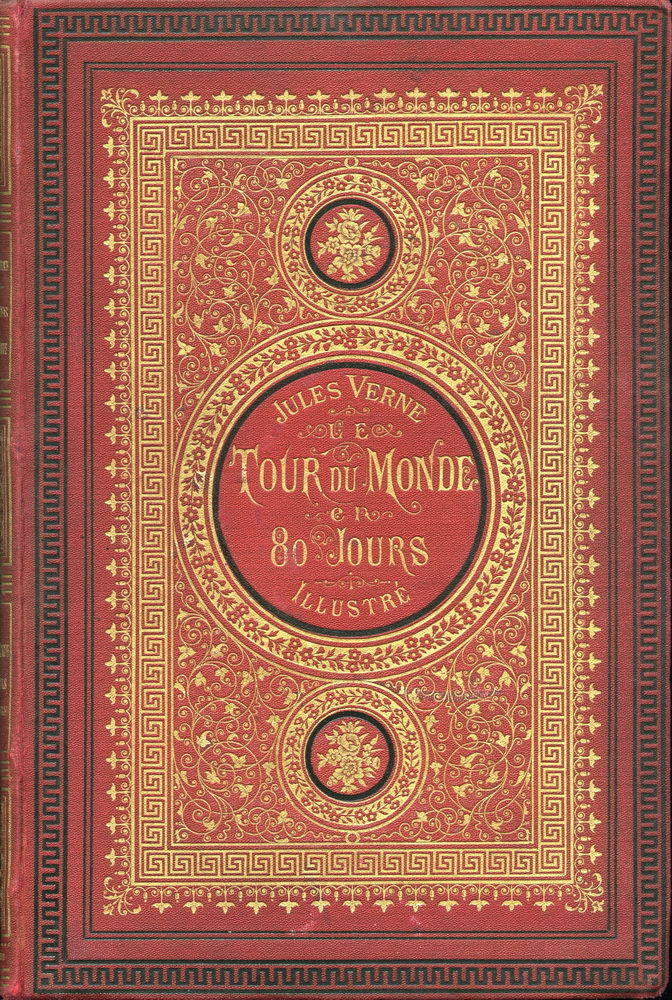
Le Tour du monde en 80 jours - Jules Verne - éd. Hetzel, 1873.

Le roman d’aventures est un type de roman populaire qui met particulièrement l'accent sur l'action en multipliant les péripéties plutôt violentes, dans lequel le héros est plutôt jeune, en général positif, et où le souci de la forme littéraire est relativement peu important.
Centré sur l'intérêt dramatique, le suspense, parfois au détriment de la vraisemblance, le roman d'aventure inclut des personnages nombreux mais simplifiés et des références fonctionnelles à une réalité aussi bien historique que géographique souvent exotique, ce qui le distingue aussi bien du roman d'analyse psychologique que du roman d'analyse sociale ou sociologique qui visent une plus grande complexité. Il est également sous-tendu par une morale plutôt schématique qui divisent les hommes en bons et méchants, le héros (généralement vainqueur) défendant le camp du bien, d'où la place qu'on lui a fait dans la littérature pour la jeunesse.
Le roman d'aventure qui appartient au domaine de la littérature populaire a connu son âge d'or en Europe entre 1850 et 1950, en France et en Angleterre en particulier, au moment de l'établissement d'empires coloniaux, et aux États-Unis dans le contexte de la conquête de l'ouest : il est marqué en effet par l'exploration du monde dit « sauvage », sa domination par l'Occident et sa transformation par la technologie moderne. De célèbres auteurs de romans d'aventure ont marqué l'histoire du genre comme Walter Scott, Alexandre Dumas père, Eugène Sue, Fenimore Cooper, Robert Louis Stevenson, Jules Verne, Rudyard Kipling ou Joseph Conrad, avant que ce type de roman ne soit concurrencé fortement par le cinéma populaire, puis à partir de 1950 par les bandes dessinées et aujourd'hui par les séries télévisées et les jeux vidéo. Le feuilleton télévisé français La  Dame de Monsoreau en sept épisodes, tourné en 1971 d'après l'œuvre d'Alexandre Dumas écrite en 1846 est explicitement présenté dans sa première partie comme « un roman d'aventure », comprenant au XVIe siècle dix personnages très typés : un roi (Henri III de Valois), un fou (le narrateur, Chicot), un frère, (François de Valois, duc d'Anjou), des favoris  (Maugiron, Quélus, Schomberg, d'Epernon, les "mignons" du roi), un-ex-favori (Saint-Luc, jeune marié), un grand veneur tout en noir (le comte Brian de Monsoreau), un cavalier tout en blanc (Louis de Clermont, comte de Bussy d'Amboise, favori du duc d'Anjou, ennemi juré des mignons mais bientôt ami de Saint-Luc). Louis de Bussy, le grand héros de l'histoire, enchaîne en disant qu'il manque « une jolie femme ». Ce sera sa future amante, la belle et blonde Diane de Méridor, mariée de force au fourbe comte de Monsoreau et également convoitée par le duc d'Anjou qui tenta de la déshonorer.
Au XXe siècle, les sous-genres du roman d'aventure comme le roman policier ou le roman d'anticipation étant devenus des genres autonomes, le roman d'aventure a perdu son sens général et se définit maintenant de manière restrictive comme un roman d'action non typée avec des personnages fonctionnels à la psychologie plutôt sommaire et un arrière-plan simplifié. 
Cependant le classement des œuvres en "romans d'aventure" reste délicat et discuté.

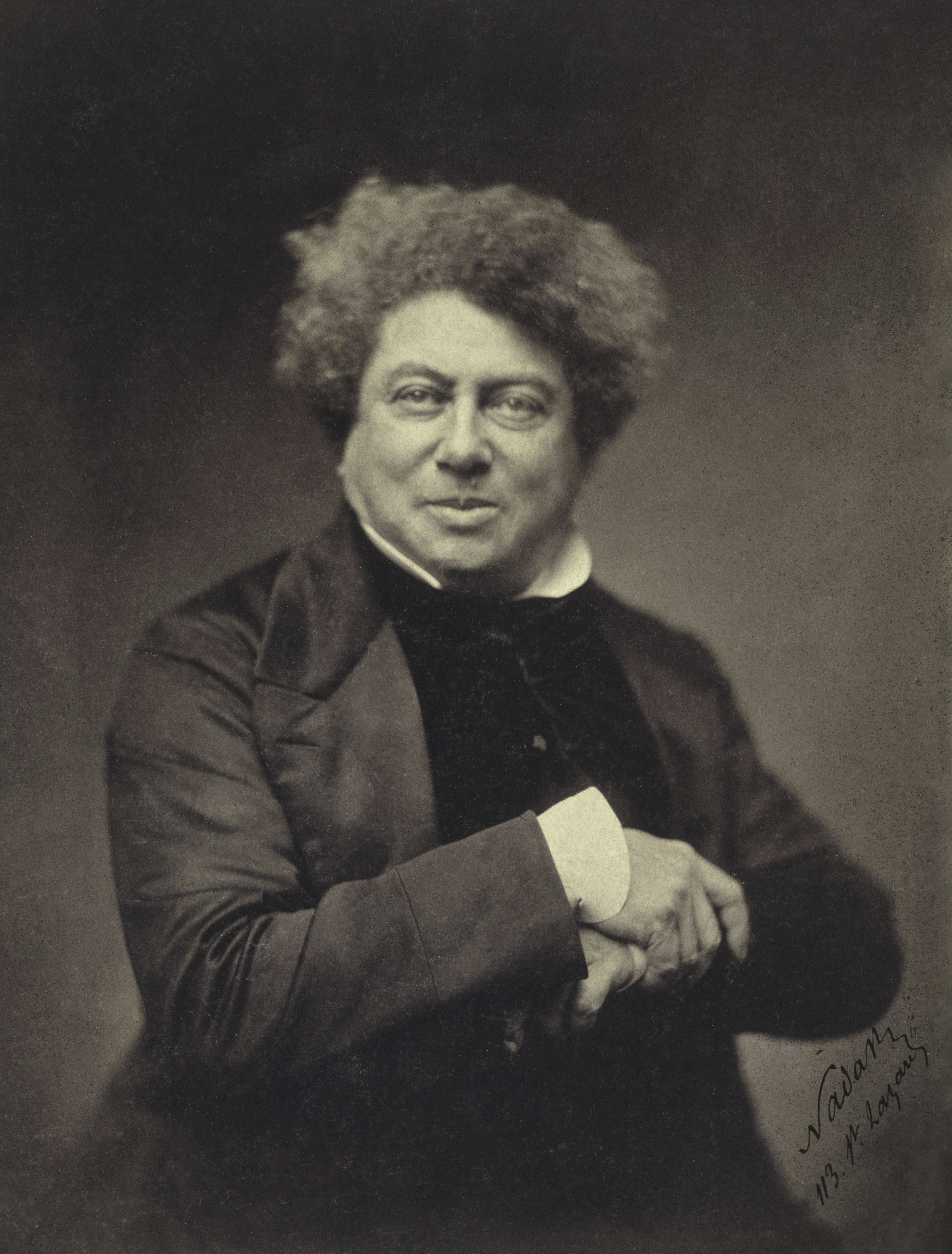
Alexandre Dumas père en 1855.

La définition du roman d'aventure fait d'autant plus question qu'elle a évolué avec le temps. On hésite même dans son intitulé entre « roman d'aventure » au singulier et « roman d'aventures » au pluriel, et Albert Thibaudet, quant à lui, intitule son article de la NRF en 1919 Le roman de l’aventure...  
On rencontre l'expression « roman d'aventure » à la fin du XIIIe siècle dans un fabliau intitulé « Des deux bordeors ribauz ». Si l'auteur anonyme parle indifféremment de chanson de geste (vers 64) et de « romans » (vers 74) à propos d'œuvres épiques contant les exploits des chevaliers qu'il s'amuse à mélanger (Guillaume au court nez, Ogier de Danemark, Renaud de Montauban), il établit une distinction particulière pour le cycle de la Table Ronde pour lequel il parle de « romans d'aventure » : Ge sai des romanz d'aventure,// De cels de la réonde Table,// Qui sont à oïr delitable (vers 82-84). C'est sur la connotation merveilleuse liée à la notion de chevalerie, que repose cette distinction, avec des figures comme celle de Merlin l'enchanteur et de la Dame Blanche, ou des éléments mystiques comme le Graal : c'est le monde imaginaire, inspiré par la mythologie celtique, à la fois épique et féerique, des « Temps Aventureux » contés par Chrétien de Troyes dont les héros Gauvain, Perceval ou Lancelot entrent dans la « forêt aventureuse », qui correspond au genre anglais du chivalric romance[réf. souhaitée].
Cette connotation merveilleuse s'est effacée peu à peu, en même temps que la prose remplaçait le vers et que le roman a été assimilé au XVIIe siècle à la fiction en général comme le fait Pierre-Daniel Huet en 1670  dans son Traité de l'origine des romans, les sous catégories n'apparaissant que peu à peu et a posteriori chez les historiens de la littérature (roman héroïque, roman picaresque...). Pendant longtemps tout roman est roman d'aventures, et c'est à ce caractère exceptionnel et imprévu d'une histoire, d'une aventure, que fait référence Napoléon quand il s'écrie : « Quel roman que ma vie ! ». 
Au début du XIXe siècle la définition s'affine et le roman d'aventure va être distingué du « roman d'analyse » ou « roman psychologique » (et son avatar le roman sentimental populaire qui joue sur le ressort de l'émotion ), centré sur l'approfondissement des personnages, comme Madame Bovary de Flaubert, et du roman « sociologique » ou « sociétal » centré sur l'observation de la société, comme Germinal de Zola). Le roman d'aventure se caractérisera par la place centrale faite à des événements multiples, inventés et sortant de l'ordinaire, par un récit dynamique au service de l'action, délaissant la complexité psychologique et le réalisme du contexte. Cette orientation vers le divertissement placera le roman d'aventure dans la littérature populaire, certains critiques contestant même le mot « littérature », encore au XXe siècle, comme François Mauriac pour qui « le roman d'aventures n'est qu'un enchevêtrement factice de circonstances ». 
L'importance de la production crée peu à peu à la fin du XIXe siècle des sous-genres, parfois poreux, qui deviendront des genres à part entière, avec des spécificités propres comme :
- la reconstitution d'un monde éloigné dans le temps pour le roman historique (et des sous-sous-genres comme le roman de cape et d'épée qu'illustrent Paul Féval et Michel Zévaco), comme Ivanhoé de Walter Scott, Les Trois Mousquetaires d'Alexandre Dumas ou La Fille du capitaine d'Alexandre Pouchkine ;
- la reconstitution d'un ailleurs, d'un monde éloigné dans l'espace pour le roman qu'on pourrait qualifier d'exotique: les romans maritimes de Fenimore Cooper, Sue, Verne ou Stevenson, les romans sur des territoires inconnus ou encore mystérieux (le pôle Nord dans Capitaine Hatteras de Jules Verne, l'Afrique dans Les Mines du roi Salomon de Rider Haggard)
- l'invention d'une réalité et de personnages relevant de l'imaginaire pur pour le roman d'anticipation, comme La Guerre des mondes de H. G. Wells ou Dune de Frank Herbert ;
- le roman fantastique qui joue sur la perturbation du réel, comme La Vénus d'Ille de Prosper Mérimée, et ses variantes comme le roman gothique (Le Moine de Lewis) et son héritier moderne le « thriller » dont le ressort est le suspense (Le Silence des agneaux de Thomas Harris).

À la fin du XIXe siècle apparaissent aussi le roman policier dont la base est la résolution d'une énigme criminelle avec des personnages emblématiques (Sherlock Holmes chez Conan Doyle, Arsène Lupin chez Maurice Leblanc, Hercule Poirot chez Agatha Christie…) et, à partir du milieu des années 1930, le roman noir venu d'Amérique qui associe crime et description d'un monde d'antihéros, type Le facteur sonne toujours deux fois de James M. Cain, en même temps que se développe le roman d'espionnage qui met en scène un affrontement politique à travers des agents secrets (Ian Fleming, John le Carré). On peut ajouter une catégorie elle aussi imprécise et recoupant les précédentes, celle des romans pour la jeunesse marqués par la simplification et le souci de l'enseignement moral et de l'identification à des personnages miroirs pour les enfants ou les adolescents, souvent héros de séries comme le Prince Éric de Serge Dalens ou Le Club des Cinq et Le Clan des Sept d’Enid Blyton.

## Définition(s)

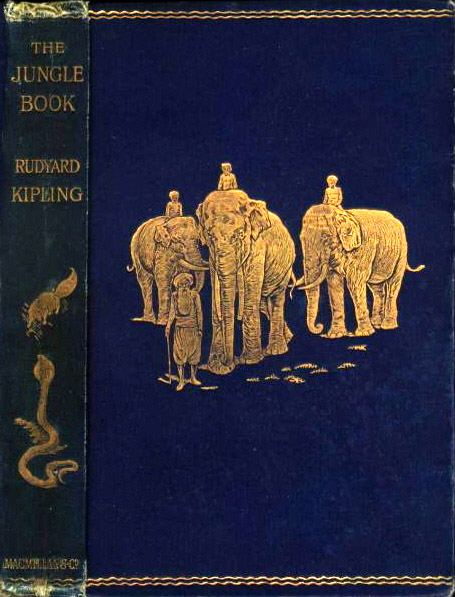
Le Livre de la jungle – Rudyard Kipling, 1894.

La définition générale du genre s'établit au début du XIXe siècle et s'applique à un roman dont le centre d'intérêt principal est l'intrigue, le récit préservant l'intérêt dramatique, le suspense avec une multiplication des péripéties extraordinaires et violentes, parfois au détriment de la vraisemblance. En outre le roman d'aventure a longtemps été sous-tendu par une morale positive défendant les valeurs de la civilisation occidentale, et où le bien l'emporte sur le mal, le héros (même s'il meurt parfois) l'emportant dans l'esprit du lecteur sur les méchants. Jean-Paul Sartre l'évoque dans Les Mots quand il parle de « roman de cape et d'épée républicain » à propos de Michel Zévaco . 
Tout dans le roman d'aventure étant au service de l'action, le genre s'est séparé du roman réaliste et de ses ambitions de vérisme pour retrouver le plaisir de conter des aventures comme dans les romans de chevalerie ou le roman picaresque, sans se préoccuper outre mesure de la vraisemblance des personnages dont la psychologie est volontairement schématisée ainsi que l'explique Robert Louis Stevenson : 

« Les personnages ne doivent être dotés que d'un seul registre de qualité : le guerrier, le formidable. Dans la mesure où ils apparaissent insidieux dans la fourberie et fatals dans le combat, ils ont bien servi à leur fin. Le danger est la matière de ce genre de roman ; la peur, la passion dont il se moque. Et les personnages ne sont dessinés que dans le seul but de rendre le sens du danger et de provoquer l'attrait de la peur. Ajouter plus de traits qu'il n'en faut, être trop malin, courir le lièvre de la visée morale ou intellectuelle alors que nous chassons le renard des intérêts matériels, voilà qui n'est pas pour enrichir mais pour ôter toute valeur à votre histoire. »

Il en va de même pour l'enchaînement des péripéties, où le hasard heureux ou malheureux domine (par exemple, la découverte de la carte du trésor par Jim dans L'Île au trésor de Stevenson ou le miracle de la vue recouvrée par Michel Strogoff), et du contexte de l'action, qu'il s'agisse du monde quotidien (comme dans Les Mystères de Paris d'Eugène Sue) ou de réalités soit exotiques (la Turquie de Pierre Loti – le grand nord et la mer de Jack London) soit virtuelles (le centre de la Terre chez Jules Verne ou le royaume de l'Atlantide chez Pierre Benoit). 
La définition large est encore d'actualité et le roman d'aventure se définit communément comme un roman d'intrigue à suspense, avec un schéma actanciel et un narratif dynamique peu soucieux de vraisemblance profonde, avec des personnages plutôt schématisés, psychologiquement et moralement, évoluant dans un contexte simplifié, éloigné des reconstitutions minutieuses des auteurs réalistes. Il fait preuve aussi d'une grande liberté de ton puisque si le registre dramatique domine naturellement, le registre pathétique est assez souvent présent (par exemple, la mort du Signor Vitalis dans Sans Famille d'Hector Malot) et le registre comique fondé sur la complicité avec le lecteur n'est pas rare comme les rapports maître-valet illustré dans Le Tour du monde en 80 jours ou la confrontation de Tarzan avec le monde britannique. 

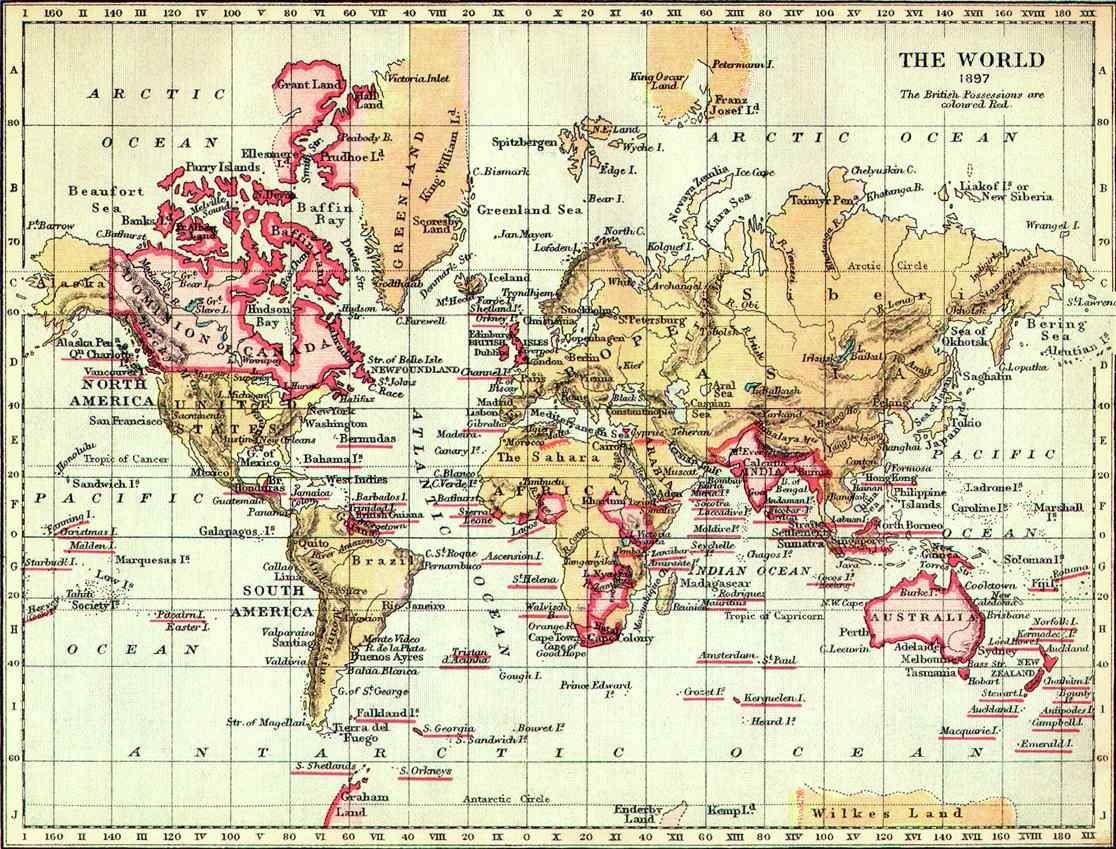
L'Empire britannique (délimité en rose) en 1897.

Dans la seconde moitié du XXe siècle, les spécialistes de l'histoire littéraire et les éditeurs ont élevé certaines formes de romans d'aventure au rang de genres littéraires autonomes, se fondant sur une différence de degré plutôt que sur une vraie différence de nature : la part faite au contexte historique, passé ou futur, détermine par exemple le classement en roman historique ou roman d'anticipation, alors que la démarche enquêtrice définira le roman policier... On parle aussi parfois de « robinsonnades », de « romans westerns », de « romans exotiques », de « romans de guerre », etc. Ce qui conduit à une définition plus restrictive du roman d'aventure mais qui reste vague et négative : on appellera en fait romans d'aventure les romans d'action, tels que définis dans le § précédent, qui ne se rattachent pas à un (sous) genre caractérisé. D'où le flou des classements. D'autant que tous ces genres présentent des actions violentes hors de l'ordinaire, une confrontation ambiguë avec la sauvagerie que l'on combat mais à laquelle on se livre aussi, et une mise en avant de l'exotisme, parfois seulement social et non géographique et historique, comme dans les Mystères de Paris ou Le Parrain . Ce type d'ouvrages définit globalement le même type de héros particulier, valeureux et moral, qui permet l'identification du lecteur en l'emmenant loin de son quotidien banal et soumis.
Il est par ailleurs assez souvent délicat de séparer le roman d'aventure (au sens large de roman d'action) des romans d'analyse psychologique ou « historico-sociale ». Comment classer certaines œuvres ? La Voie royale et La Condition humaine d'André Malraux méritent-ils le qualificatif de roman d'aventure au même titre que Capitaine Conan de Roger Vercel, évident roman d'aventure, prix Goncourt 1934, comme le roman de Malraux l'année suivante ? Et Notre Dame de Paris est-il un roman historique ou un roman d'aventure ? Et Le Cabinet des Antiques de Balzac présenté comme «  un véritable roman d’aventure, truffé de rebondissements, avec un suspense presque policier créé par les manœuvres du jeune d’Esgrignon qui fabrique des faux et risque le bagne. » ?
Si ce domaine se prête à une production « industrielle », comme le disait déjà Sainte-Beuve, vite oubliée de l'histoire littéraire (Gabriel Ferry, Paul d’Ivoi…), le genre du roman d'aventures a produit des œuvres fortes qui ont, comme celles de Stevenson, Joseph Conrad, Pierre Loti, Jack London, Karl May, James Oliver Curwood ou Joseph Kessel, marqué l'imaginaire de leurs très nombreux lecteurs et qui, échappant à un classement trop rigide, appartiennent tout simplement à la littérature romanesque. 
Certaines œuvres sont même entrées dans la Bibliothèque de la  Pléiade : Les trois mousquetaires, Vingt ans après et Le Comte de Monte-Cristo d'Alexandre Dumas, Moby Dick d'Herman Melville, Les aventures d'Arthur Gordon Pym d'Edgar Poe, Les œuvres complètes de Rudyard Kipling, de Joseph Conrad, de Robert Louis Stevenson, et d'Antoine de Saint-Exupéry ; plus récemment, en 2012 : Le Sphinx des glaces de Jules Verne, qui constitue une suite au roman d'Edgar Poe précité. Un des grands classiques de Stevenson, Le docteur Jekill et Mr Hyde, a progressivement symbolisé au XXe siècle la complexité de l'être humain. La vocation des romans de Jules Verne n'est pas purement narrative : « l'instruction qui amuse et l'amusement qui instruit », peut-on lire dans l'introduction en 1866 de son quatrième roman, Les voyages et aventures du capitaine Hatteras. En 1880, dans une lettre adressée à Hetzel, Jules Verne emploie les mots "roman d'aventures" pour désigner son œuvre passée, et pour son prochain roman "La Maison à vapeur", les coutumes et la géographie de l'Inde. Depuis les années 1960 Les Voyages Extraordinaires de Jules Verne passionnent nombre d'universitaires, qui y perçoivent beaucoup plus qu'une littérature pour la jeunesse ou pour amateurs de science-fiction, mais aussi une œuvre à message . Par exemple, derrière une histoire de pirate ou une réécriture du Comte de Monte-Cristo,L'Archipel en feu et Mathias Sandorf traitent du droit des peuples à disposer d'eux-mêmes dans les Balkans. Le capitaine Nemo dans Vingt-mille lieues sous les mers et l'Ile mystérieuse défend aussi le droit des peuples à disposer d'eux-mêmes, lui-même qui fut en 1857 lors de la révolte des Cipayes un Hindou en lutte contre l'oppression anglaise. Les enfants du capitaine Grant et Mistress Branican contiennent de vigoureuses condamnations du colonialisme britannique en Australie et en Tasmanie. Ces critiques on les retrouve aussi dans la Guerre des Mondes d'H. G. Wells militant socialiste.  Ce dernier entend dès les premières pages nuancer l'opposition manichéenne que le lecteur serait tenté de faire entre les bons terriens et les méchants martiens. L'Appel de la forêt et Croc Blanc de Jack London renvoient à la relation monde sauvage et monde civilisé dans le Grand Nord. Un troisième roman de l'auteur,se rattache à sa seconde source d'"inspiration : la mer. Le Loup des mers. Jack London, également militant socialiste, y critique à travers le personnage d'un capitaine de navire tyrannique et cynique, Lou Larsen, la théorie du surhomme de Nietzsche. L'aventureuse fait état de deux visions antithétiques de la vie coloniale dans les mers du Sud chez un couple. En lisant les mémoires de James Oliver Curwood, insérées dans le recueil de ses œuvres on découvre que son roman Le Grizzly devenu L'Ours au cinéma est on ne peut plus autobiographique. La séquence du chasseur acculé dans un cul-de-sac et obtenant miraculeusement le pardon du fauve était authentique et a constitué un tournant dans la vie de l'auteur : la renonciation à son métier de chasseur. Le comte de Monte-Cristo n'est pas une totale apologie  du héros vengeur-justicier. Le héros qui se croyait l'envoyé de Dieu découvre, de la bouche d'un de ses trois anciens persécuteurs, "qu'il a outrepassé les droits de la vengeance" en provoquant la mort d'un enfant. Pour se racheter il doit pardonner au plus coupable des trois.

## Diffusion et réception

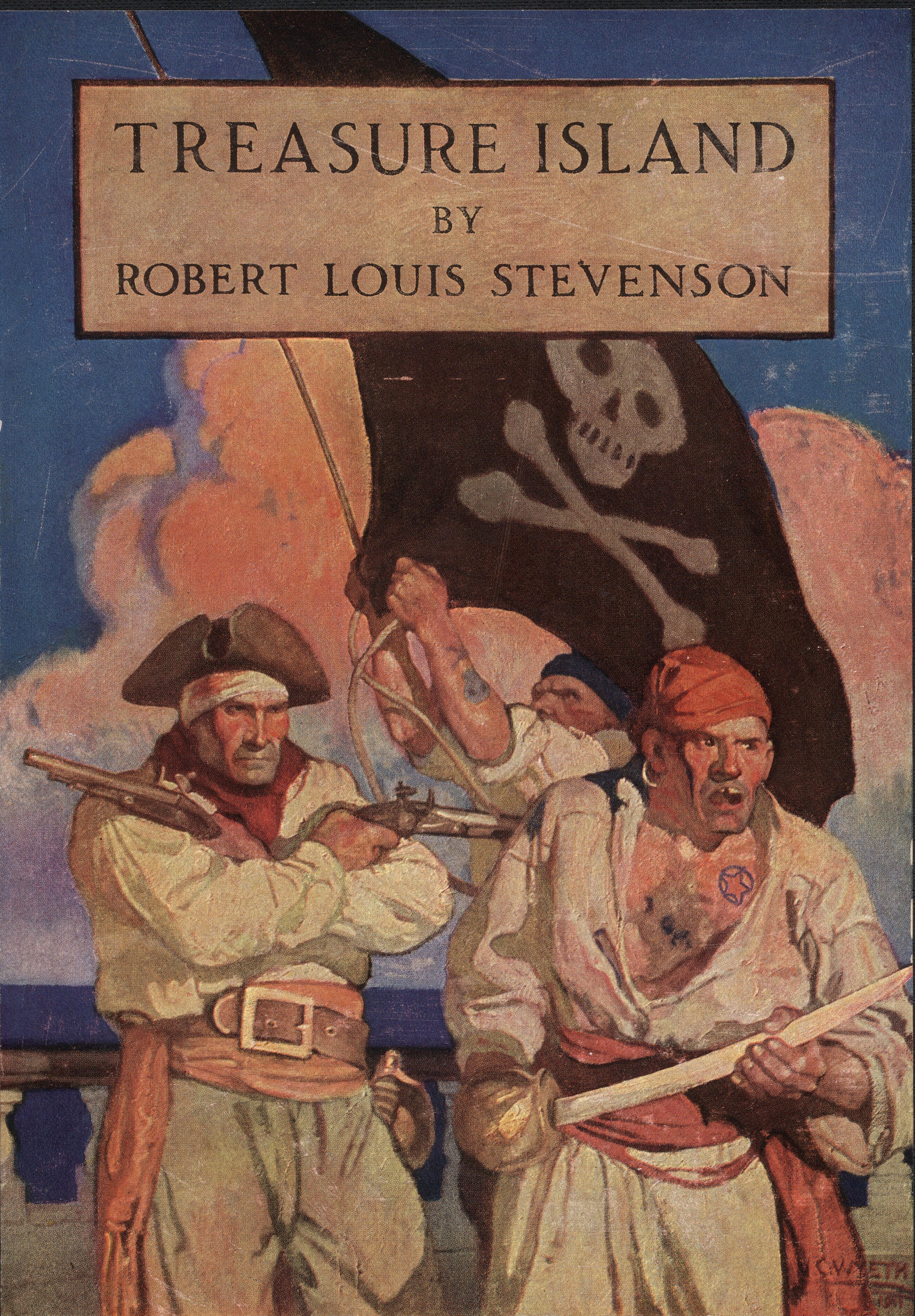
L'Île au trésor – Robert Louis Stevenson, 1883 - couverture d'une édition de 1911

Le roman d'aventures a vu son lectorat s'étendre avec l'alphabétisation croissante au XIXe siècle, il donnera d'ailleurs naissance à des formes narratives nouvelles comme le roman-feuilleton (Eugène Sue Les mystères de Paris, 1843) et à des collections nombreuses souvent illustrées chez des éditeurs spécialisées. On peut citer Hetzel l'éditeur de Jules Verne (Cinq semaines en ballon (1863) par exemple) , ou dans la première moitié du XXe siècle les éditions Ferenczi qui éditent par exemple Louis-Frédéric Rouquette (Le grand silence blanc) ou Louis Hémon (Battling Malone), et au milieu du XXe siècle, la Bibliothèque verte chez Hachette ou la collection Rouge et Or aux Presses de la Cité. Le lectorat va se différencier sexuellement, les femmes et les filles s'attachant au roman sentimental avec des aventures où la relation amoureuse joue un rôle moteur alors que le public populaire masculin va faire le succès de romans où l'affrontement du héros avec l'adversité ou avec les autres prédomine, ce qu'on définira comme la classe générale des romans d'aventure dont le type fondateur est Robinson Crusoé de Daniel Defoe au XVIIIe siècle. Plus tard entrera en jeu le roman pour la jeunesse qui cherche à associer péripéties, identification et valeurs morales - type Le Prince Éric de Serge Dalens -, retrouvant l'un des ressorts du roman de formation.
Le roman d'aventure a longtemps été étiqueté comme un genre populaire appartenant à une littérature de second ordre, méprisée par les élites cultivées, acceptable seulement pour la jeunesse. L'objectif avoué du divertissement est mal vu des esprits sérieux et religieux qui y voient une évasion frivole, coupable de « nous détourner de nous-mêmes » comme le dit François Mauriac, retrouvant ainsi les critiques du XVIIe siècle contre le roman héroïque considéré comme cultivant dangereusement l'illusion. On a aussi critiqué la médiocrité d'écriture et l'aspect superficiel du roman d'aventure qu'on qualifie de « bas », de « vulgaire » , et aussi de « dangereux » par l'exaltation de l'action physique et le goût du risque qu'il peut susciter. 
Mais d'autres esprits comme Marcel Schwob au début du XXe siècle ont vu dans le roman d'aventure une source de renouvellement pour le roman français qui y trouverait l'art d'une intrigue captivante et des « effets saisissants » . Pour sa part, Jacques Rivière dans un ouvrage célèbre publié en 1913 analyse le roman d'aventure comme une réaction à une littérature dominée par le symbolisme et l'impressionnisme et enfermée dans l'émotion atone et introspective à la Paul Bourget, caractéristique d'une fin de siècle exsangue que Marcel Proust décrira à la même époque. S'appuyant sur les exemples de Stevenson, de Dumas père ou de son ami Alain-Fournier, il présente le roman d'aventure comme une adhésion à la modernité, abandonnant le psychologisme des états d'âme pour l'action et la disponibilité à un monde ouvert à l'imagination. Jean-Yves Tadié, quant à lui, vante un « roman d’aventures littéraire » qui se caractérise « par le souci du style, la complexité de la structure, la multiplication des niveaux de signification et la richesse symbolique ». Seul peut-être le roman policier reste au XXe siècle considéré aux dires mêmes de deux spécialistes-auteurs, Boileau et Narcejac, comme un genre mineur : construction des œuvres à partir de la fin, qu'implique la résolution d'une énigme, limitation du nombre de pages des livres, interdiction de faire entrer les imprévus de la vie, tels que le flair d'un chien. Toutes ces règles entraînent une absence d'inspiration de ses écrivains et réduisent le roman policier à un jeu croisé .

## Historique

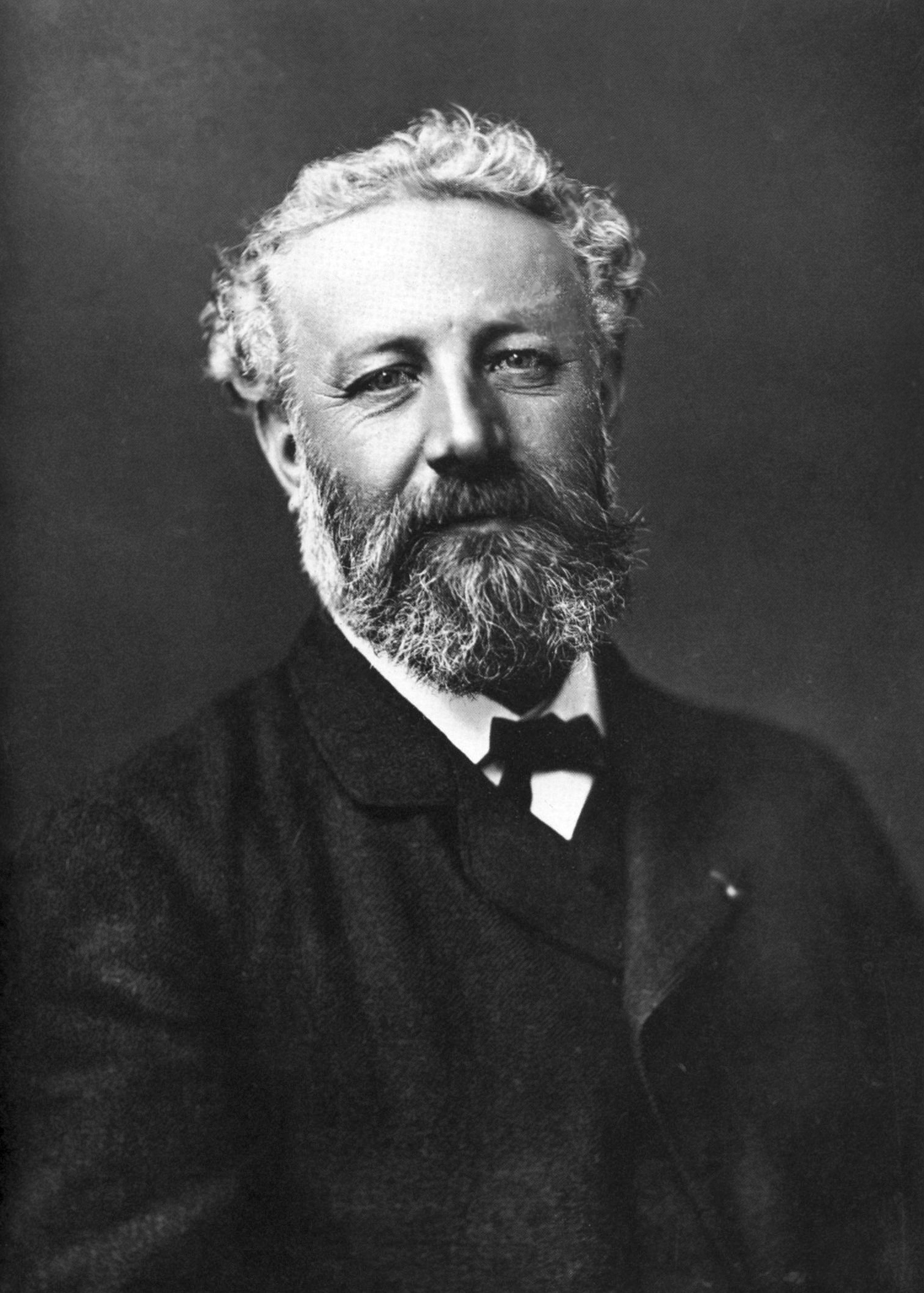
Jules Verne, par Nadar, autour de 1878.

Les origines du roman d'aventures se confondent avec celles du roman en général, marqué au-delà de la langue romane, par une narration qui associe réalisme (ou du moins prise en compte du réel) et imaginaire.
Le roman d'aventures est l'héritier des romans de chevalerie de la fin du Moyen Âge marqués par la classe sociale dominante et l'idéal de la courtoisie, comme les œuvres emblématiques de Chrétien de Troyes. L'influence d'une classe de lecteurs bourgeois périmera ce roman de chevalerie avec des figures dérisoires comme Don Quichote et les récits s'inscriront dans un contexte moins virtuel avec Boccace, en Italie, et plus tard en France avec Rabelais. Des romans plus réalistes se multiplieront avec la littérature de colportage et le développement du roman picaresque au XVIIIe siècle sous l'influence espagnole et anglaise. Au début du XIXe siècle, bien que plutôt méprisé par les classes éduquées, le roman d'aventure gagnera un lectorat croissant dans le reste de la population qui accède progressivement à la lecture. Dans les années 1840 apparaît en même temps que le mélodrame au théâtre, le roman-feuilleton qui tient en haleine le lecteur par le fameux « à suivre » annonçant de nouvelles péripéties palpitantes. Authentiques romans d'aventures, ces romans-feuilletons connaîtront leur moment de gloire avec Alexandre Dumas père (Le Comte de Monte-Cristo, 1844-1846) et Les Mystères de Paris d’Eugène Sue (1842-1843) : la vogue durera, comme en témoigne l'énorme succès de Fantômas écrit dans les années 1910 par Pierre Souvestre et Marcel Allain. La présence de personnages récurrents participera aussi au succès du roman d'aventure - par exemple Chéri-Bibi de Gaston Leroux -, comme la fresque étendue sur plusieurs générations, par exemple Le Royaume du nord de Bernard Clavel (1983-1989)).
Les transformations du XIXe siècle nourriront le roman d'aventure qui prendra en compte le développement des villes et leurs nouvelles populations (Les Mystères de Paris d'Eugène Sue, Les Mystères de Londres de Paul Féval, Les Mystères de Marseille de Zola), l'importance politique du peuple (Jacquou le croquant de Eugène Le Roy), le progrès technologique et scientifique qu'illustrent les nombreuses œuvres de Jules Verne, qu'elles exploitent les réalisations techniques du temps (Le tour du monde en 80 jours) ou la projection dans le futur (Voyage au centre de la Terre). La motorisation des transports, la facilité et la vitesse des déplacements par le train, l'automobile puis l'avion feront rêver les lecteurs alors que la nostalgie d'un monde d'avant le progrès accompagnera les aventures de Tarzan imaginées par Edgar Rice Burroughs, ou les exploits des marins traditionnels (Fortune carrée de Kessel). 

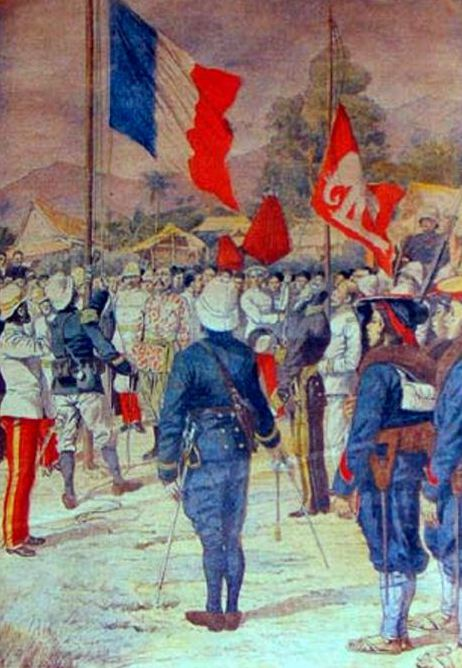
« La France au Siam - 1904 ».

Un autre facteur du succès du roman d'aventure est le goût de l'ailleurs entretenu par les récits de voyages et les biographies des explorateurs, par exemple À travers le continent mystérieux d'Henry Morton Stanley Voyage aux grands lacs d'Afrique orientale de Richard Francis Burton, Journal d'un voyage à Temboctou  de René Caillié ou encore Les Très Riches Heures de l'humanité de Stefan Zweig qui évoque entre autres les exploits de Roald Amundsen et de Robert Falcon Scott dans la conquête des pôles. L'exploration et l'occupation de nouvelles régions du monde trouvent leur écho dans le roman d'aventure avec Pierre Loti (le Japon des geishas : Madame Chrysanthème ), Rudyard Kipling (l'empire britannique des Indes : L'homme qui voulut être roi ), Fenimore Cooper (l'Amérique et ses Indiens : Le Dernier des Mohicans), Jack London, James Oliver Curwood ou Louis-Frédéric Rouquette (le grand nord), le désert du Sahara et la conquête coloniale (Joseph Peyré, L'escadron blanc). 
Ce goût de l'aventure mêlant modernité et exotisme est bien illustré par Arthur Rimbaud qui, répondant au désir de Baudelaire, va en Abyssinie, « au fond de l'Inconnu pour trouver du nouveau », comme il le sera au XXe siècle par la figure de l'alpiniste, « conquérant de l'inutile » (Roger Frison-Roche, Premier de Cordée 1942).
Le roman d'aventure lié à ce contexte de modernité a connu un âge d'or au XIXe  et au XXe siècle avant d'être concurrencé par le cinéma populaire (qui lui emprunte néanmoins souvent ses scénarios comme le montre Le Parrain ou Da Vinci code), les bandes dessinées et les séries télévisées, ou même, aujourd'hui, les jeux vidéo où le joueur dépassant l'identification aux personnages a l'illusion de vivre l'aventure lui-même.

## Topos, thèmes récurrents

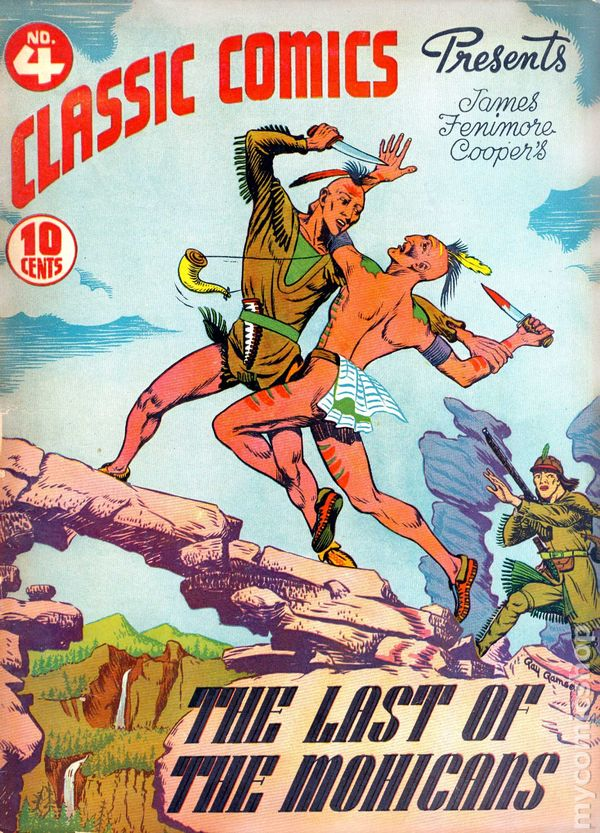
Le Dernier des Mohicans, James Fenimore Cooper, 1826, adapté en comics.

- l'enfant trouvé, le mystère familial, la double identité (Tom Jones de Fielding - Sans famille d'Hector Malot – Tarzan),
- le déclassement social (Gil Blas - Le Capitaine Fracasse - Lord Jim),
- les événements historiques contemporains (Docteur Jivago – Le Pont de la rivière Kwaï – Allah n'est pas obligé),
- le voyage, l'exotisme (Le Dernier des Mohicans – Les Aventures du Capitaine Corcoran d'Alfred Assolant - Cinq semaines en ballon – Croc-Blanc - Allan Quatermain – Le Grizzly de James Oliver Curwood – L'Escadron blanc de Joseph Peyré, Les Portes de l'aventure de Jean Hougron)

- la survie (Robinson Crusoé, Les Quatre Filles du docteur March de Louisa May Alcott, Sa Majesté des mouches de William Golding, L'Île de Robert Merle) ; les catastrophes : naufrage (Pêcheur d'Islande, Les Aventures d'Arthur Gordon Pym), accident de mine (Sans famille),
- la nature vierge et les animaux sauvages (Croc-Blanc – Tarzan – Moby Dick - Bari chien-loup),
- l'affrontement social (Jacquou le Croquant – Le Cri du peuple de Jean Vautrin),
- la guerre (Les Croix de bois de Roland Dorgelès – Capitaine Conan de Roger Vercel - Les Nus et les Morts de Norman Mailer – Les Centurions de Jean Lartéguy)
- quête : bonheur (L'Atlantide – Le Pays où l'on n'arrive jamais, André Dhôtel), origine (Le Livre de la jungle), amour (Manon Lescaut -  Angélique), justice (Le Bossu, Le Comte de Monte-Cristo), trésor et fortune (L'Île au trésor – Le Trésor de la Sierra Madre - L'or - Le Salaire de la peur) ), mission (Michel Strogoff), exploit (Le Tour du monde en quatre-vingts jours), chasse ( Les Trappeurs de l'Arkansas de Gustave Aimard, Le Lion de Kessel – Moby Dick de Herman Melville), et la parodie Tartarin de Tarascon)
- l'amitié, la solidarité (La Case de l'oncle Tom – L'Homme qui voulut être roi -  Les Aventures de Tom Sawyer -  Premier de cordée – Le Salaire de la peur-Le Grand Meaulnes )

## Auteurs notables

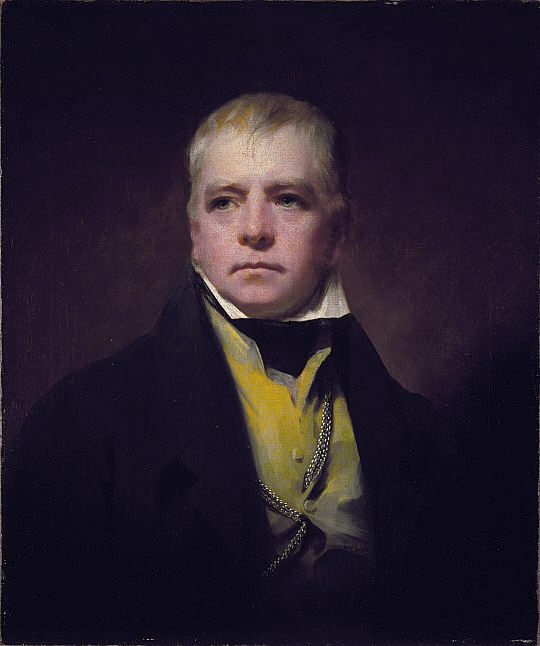
Walter Scott en 1822

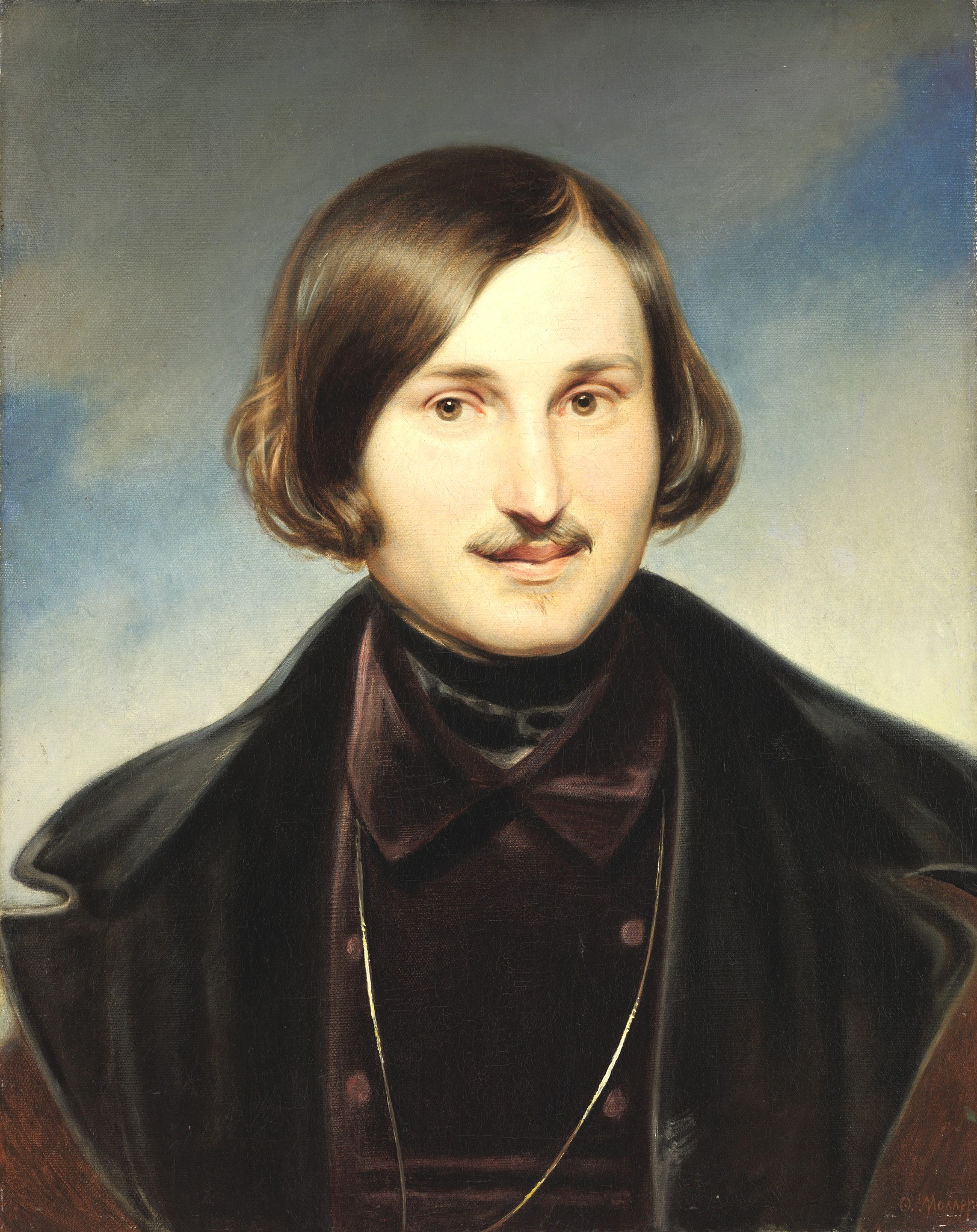
Nicolas Gogol en 1840

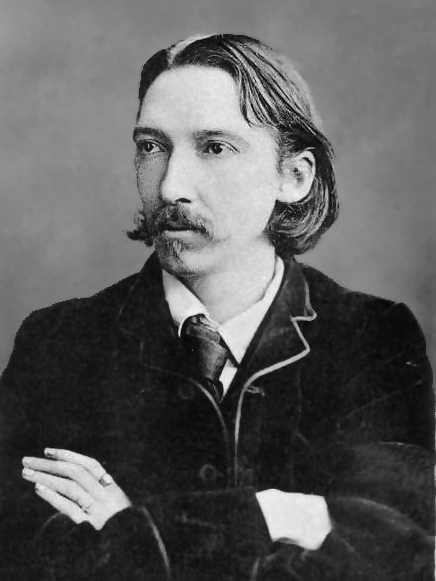
Robert Louis Stevenson autour de 1885

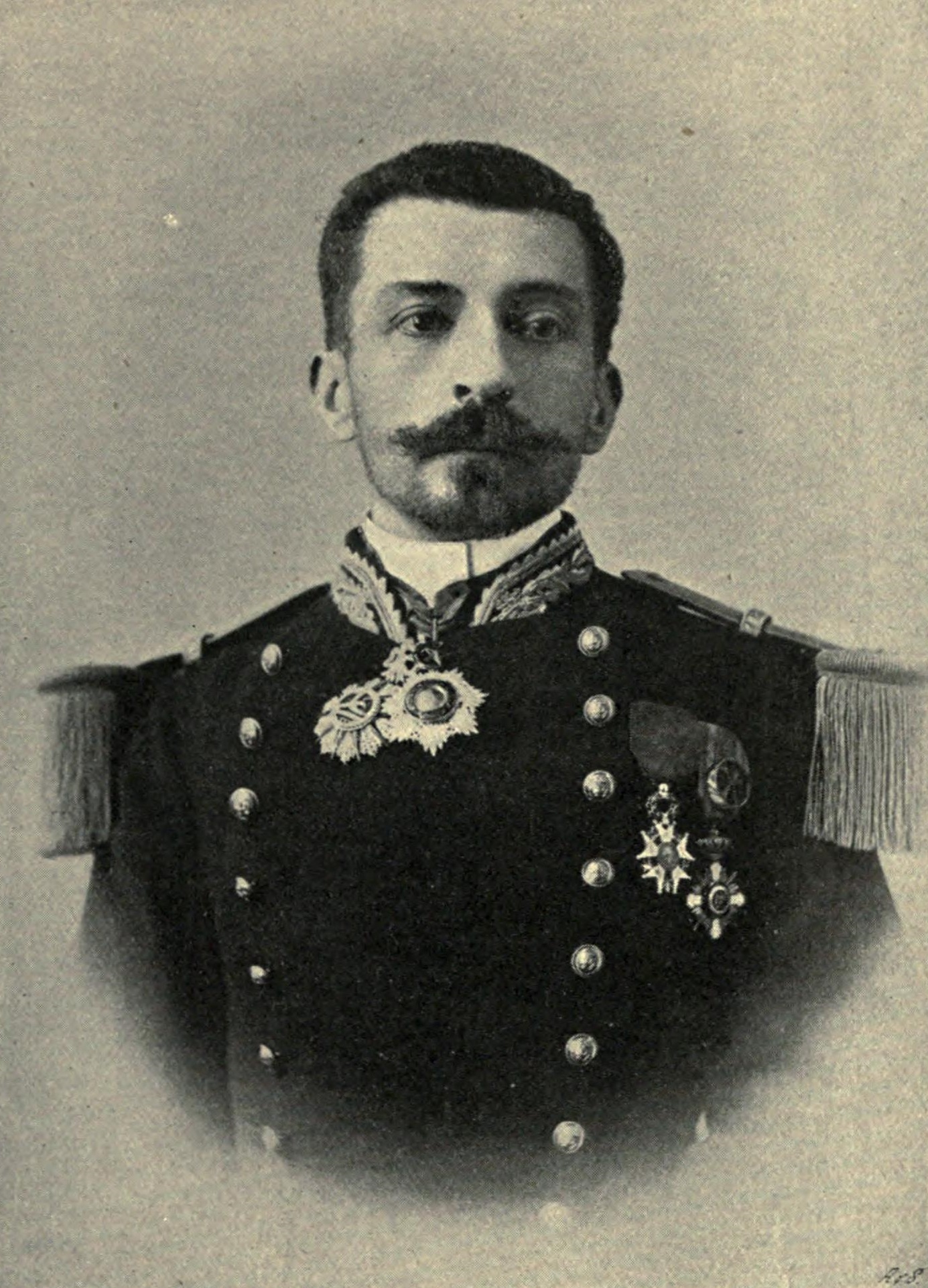
Pierre Loti vers 1895 (?)

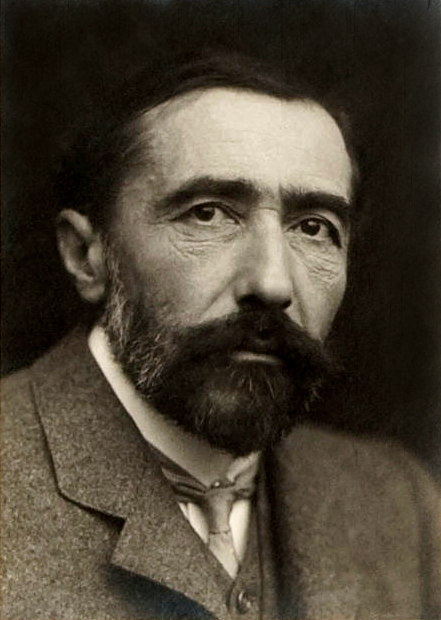
Joseph Conrad en 1904

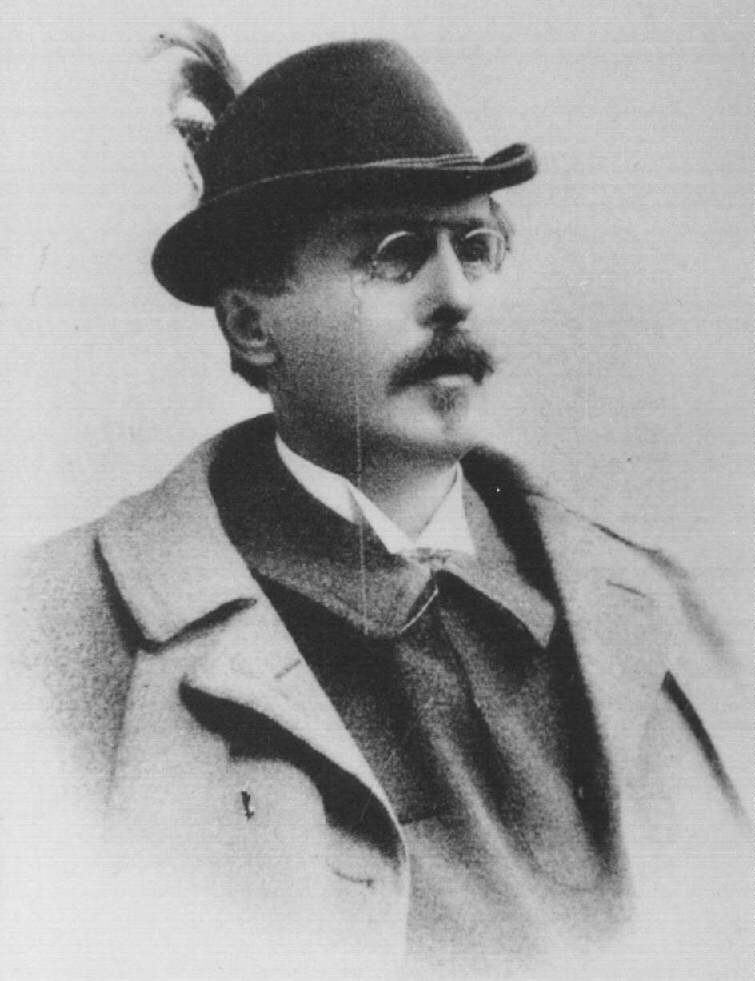
Karl May en 1907

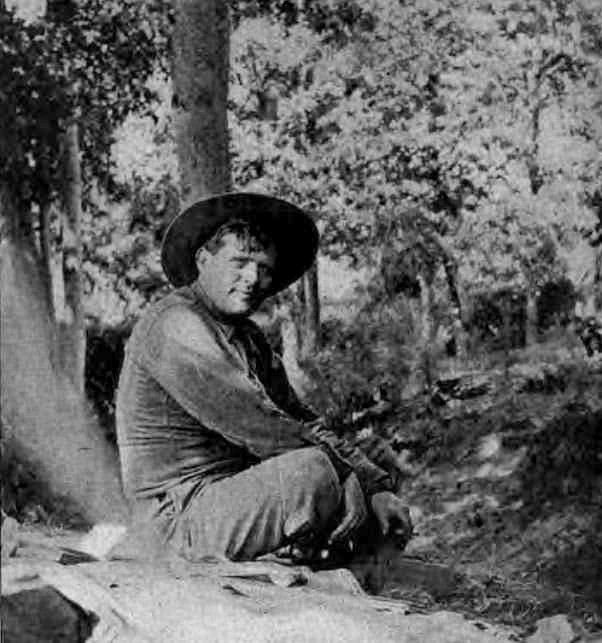
Jack London en 1914

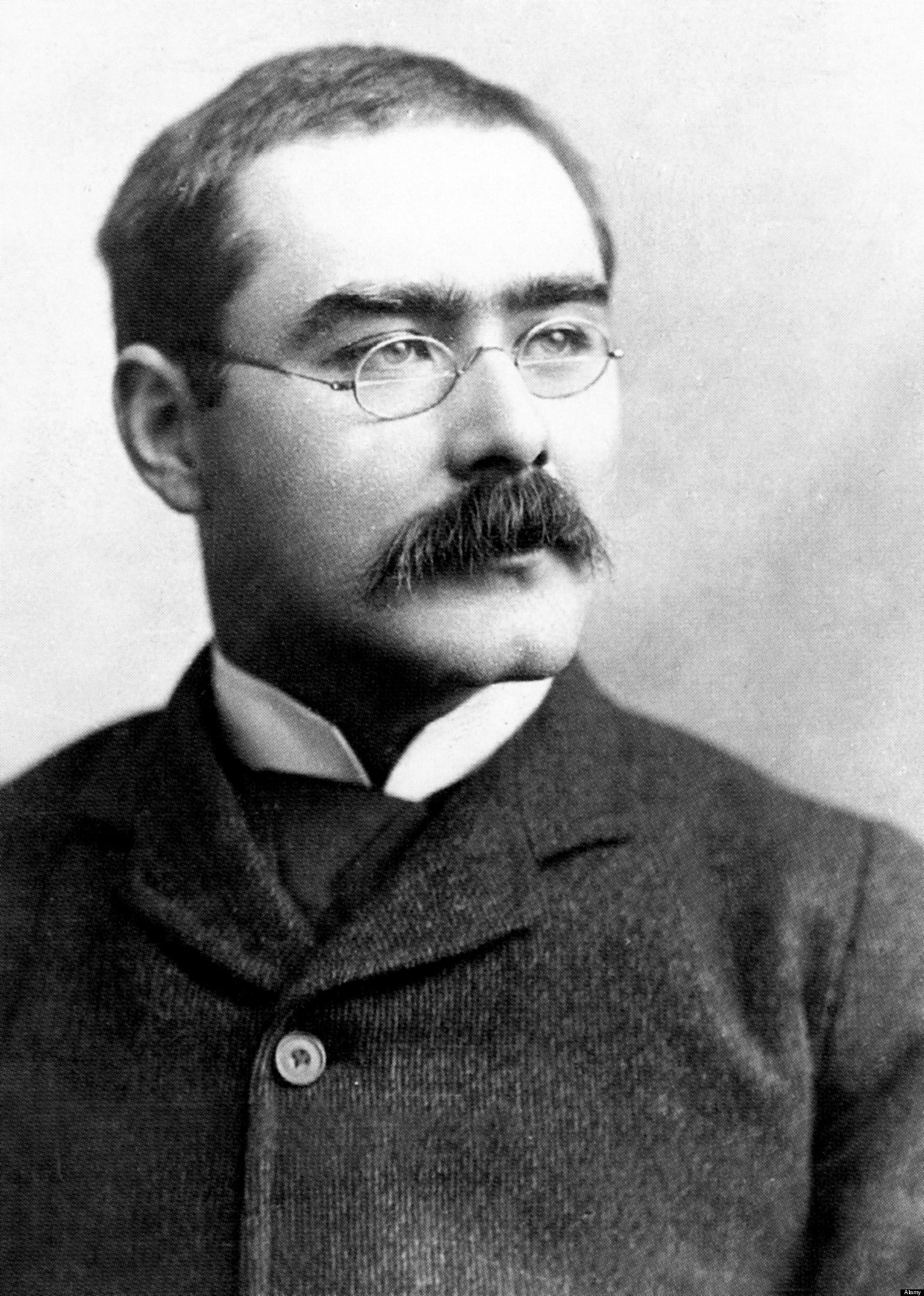
Rudyard Kipling en 1915

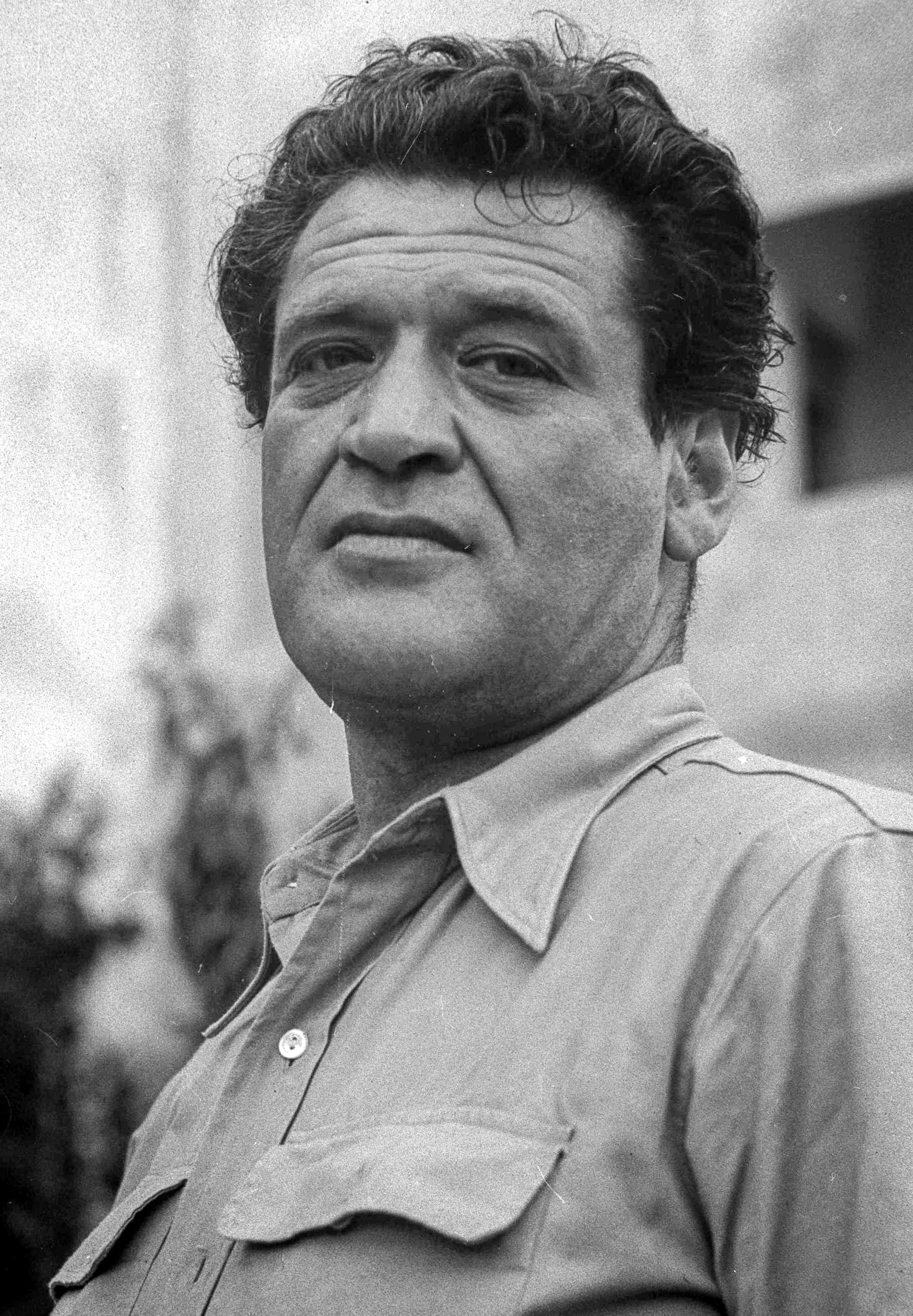
Joseph Kessel en 1948

Ils peuvent être également classés ailleurs : roman policier, roman historique, roman de cape et d'épée, fantastique, science-fiction pour d'autres œuvres.

### France
- Victor Hugo, Han d'Islande (1823) ; Bug-Jargal (1824) ; Les Travailleurs de la mer (1866) ; Quatrevingt-treize (1874).
- Eugène Sue, Atar-Gull, 1831 - Les Mystères de Paris, 1842-1843 - Le Juif errant, 1845.
- Alexandre Dumas, Georges, 1842 - Le Comte de Monte-Cristo (1844) - Les Trois Mousquetaires (1843-1844) - Vingt ans après, (1845) - Le Vicomte de Bragelonne (1848) ; La Dame de Monsoreau (1846) - Les Quarante-cinq (1849).
- Paul Féval, La Quittance de minuit (1846) ; Le Bossu, 1857 ; Les Habits noirs (série criminelle 1863-1875).
- Pierre Alexis de Ponson du Terrail, Rocambole (ou Les Drames de Paris), 1859-1884.
- Jules Verne, Cinq semaines en ballon, 1863 ; Les Aventures du capitaine Hatteras, 1866 ; Le Tour du monde en quatre-vingts jours, 1873 ; Michel Strogoff, 1876 ; La Maison à vapeur, 1880 ; L'Archipel en feu, 1884 ; Mathias Sandorf,1885 ; Mistress Branican, 1891 ; Le Sphinx des glaces, 1897 ; Seconde Patrie, 1900 ;  Le Village aérien, 1901.
- Alfred Assolant, Les Aventures du Capitaine Corcoran, 1867.
- Hector Malot, Sans famille, 1878 ; En famille, 1893.
- Pierre Loti, Pêcheur d'Islande, 1886.
- Michel Zévaco, Le pont des soupirs - Les amants de Venise 1901  deux titres d'un même roman-feuilleton inspiré du Comte de Monte-Cristo) Les Pardaillan, 1907-1920 (série de cape et d'épée).
- J.-H. Rosny aîné, La Guerre du feu, 1909-1911 ; Le Trésor de Mérande et autres récits d'aventures, Les Moutons Électriques, 2014.
- Gustave Le Rouge, Le Mystérieux Docteur Cornélius, 1912.
- Pierre Benoit, L'Atlantide, 1919.
- Blaise Cendrars, L'Or, 1925.
- Joseph Kessel, L'Équipage, 1923-Le Lion, 1958-Les Cavaliers, 1967.
- Joseph Peyré, L'Escadron blanc, 1934.
- Pierre Mac Orlan, L'Ancre de miséricorde, 1941.
- Roger Frison-Roche, Premier de cordée, 1942.
- Antoine de Saint-Exupéry, Pilote de guerre, 1942
- Georges Arnaud, Le Salaire de la peur, 1950.
- Pierre Boulle,  William Conrad, 1950 ; Le Pont de la rivière Kwaï, 1952.
- Robert Merle, L'Île, 1962.
- Roger Bourgeon, Le Fils de Ben-Hur, 1963
- Myriam et Gaston de Béarn, La vie fabuleuse de Gaston Phœbus, 1959
- Louis Gardel, Fort Saganne, 1980.
- Jean-Christophe Rufin, Rouge Brésil, 2001.
- Jean-Marie Blas de Roblès, Là où les tigres sont chez eux, 2008.
- Michel Tournier, Vendredi ou la vie sauvage, 1971

### Grande-Bretagne
- Daniel Defoe, Robinson Crusoé, 1719
- Walter Scott, Le Pirate, 1821 + romans historiques.
- Wilkie Collins, La Femme en blanc, 1860 - La Pierre de lune, 1868.
- Robert Louis Stevenson, L'Île au trésor, 1883 ; Les Aventures de David Balfour, 2 volumes :  tome 1, Enlevé ! (1886), tome 2 Catriona (1893) ; La Flèche noire, 1888 ; Le Maître de Ballantrae, 1889.
- Henry Rider Haggard, Les Mines du roi Salomon, 1885.
- Rudyard Kipling, L'Homme qui voulut être roi, 1888 - Le Livre de la jungle, 1894 - Le Second Livre de la jungle, 1895 - Capitaines courageux, 1897 - Kim, 1901.
- Arthur Conan Doyle, La Compagnie Blanche, 1891 ; Les Réfugiés, 1903 ; Sir Nigel, 1906 - Le Monde perdu, 1912 et quatre suites des aventures du professeur Challenger (+ romans policiers).
- John Meade Falkner, Moonfleet, 1898.
- Frank Bullen, La Croisière du Cachalot, 1898.
- H. G. Wells, La Guerre des mondes, 1898.
- Joseph Conrad, Lord Jim, 1900 - Au cœur des ténèbres, 1902 -Nostromo, 1904
- Baronne Orczy , Le Mouron rouge, 1905 + huit suites.
- Daphne du Maurier, L'Auberge de la Jamaïque, 1935.
- Graham Greene, Tueur à gages, 1936 - Le Ministère de la Peur, 1943.
- C. S. Forester, Le Cycle de Horatio Hornblower (1937 - 1967)
- William Golding, Sa Majesté des mouches, 1954.
- Alistair MacLean,  Les Canons de Navarone   1957 - L'ouragan vient de Navarone 1968.
- Ian Cameron, L'Île sur le toit du monde , deux volumes : Le Cimetière des Cachalots (tome 1),1961 ; L'Étrange Bête de la Terre de feu (tome 2), 1972.
- Ruth Rendell, Le Maître de la lande, 1982 (Grand prix du roman d'aventures).

### États-Unis
- Edgar Allan Poe, Les Aventures d'Arthur Gordon Pym, 1838.
- Fenimore Cooper, Le Pilote, 1823 ; Le Dernier des Mohicans 1826 ; La Prairie, 1828.
- Herman Melville, Moby Dick, 1851 ; Billy Budd, marin, 1924 (écrit en 1889).
- Thomas Mayne-Reid, Le Chef blanc, 1855.
- Mark Twain, Les Aventures de Tom Sawyer (1876), Les Aventures de Huckleberry Finn, (1885), Tom Sawyer en voyage,(1894), Tom Sawyer détective(1897).
- Lewis Wallace, Ben Hur, 1882.
- Jack London, L'Appel de la forêt 1903 - Le loup des mers 1904 - Croc-Blanc 1906 - L'Aventureuse 1911 - Belliou la fumée (1912) - Les Mutinés de l'Elseneur (1914).
- Edgar Rice Burroughs, Tarzan 1912, plus 25 suites ;  Le démon apache, 1933.
- James Oliver Curwood, Kazan, 1914 - Le Grizzly, 1916 - Bari chien-loup, 1917 - Nomades du Nord, 1919.
- Ernest Hemingway, En avoir ou pas, 1937 ; Le vieil homme et la mer, 1952.
- Truman Capote, De sang-froid, 1966.
- James Graham Ballard, Empire du soleil, 1984.

### Allemagne
- Sophie Wörishöffer, Robert le mousse 1877.
- Karl May, Le Trésor du lac d'argent, 1890.
- B. Traven, Le trésor de la Sierra Madre, 1927.
- Kurt Lutgen, Et même les loups ne sortaient pas, 1970 - Prisonnier des glaces, 1971.

### Russie
- Nicolas Gogol, Tarass Boulba, 1835/1843.
- Alexandre Pouchkine, La Fille du capitaine, 1836.
- Vladimir Arséniev, Dersou Ouzala, 1921

### Pologne
- Jan Potocki, Manuscrit trouvé à Saragosse, 1804 - 1810.
- Henryk Sienkiewicz, Quo vadis ?, 1896.

### Autres
- Johann David Wyss (Suisse), Le Robinson suisse, 1812.
- Francisco Coloane (Chili), La Terre de Feu (Tierra del Fuego), 1956.
- Umberto Eco, ( Italie), Le Pendule de Foucault, 1988.